# Torre fortificada de Głogów

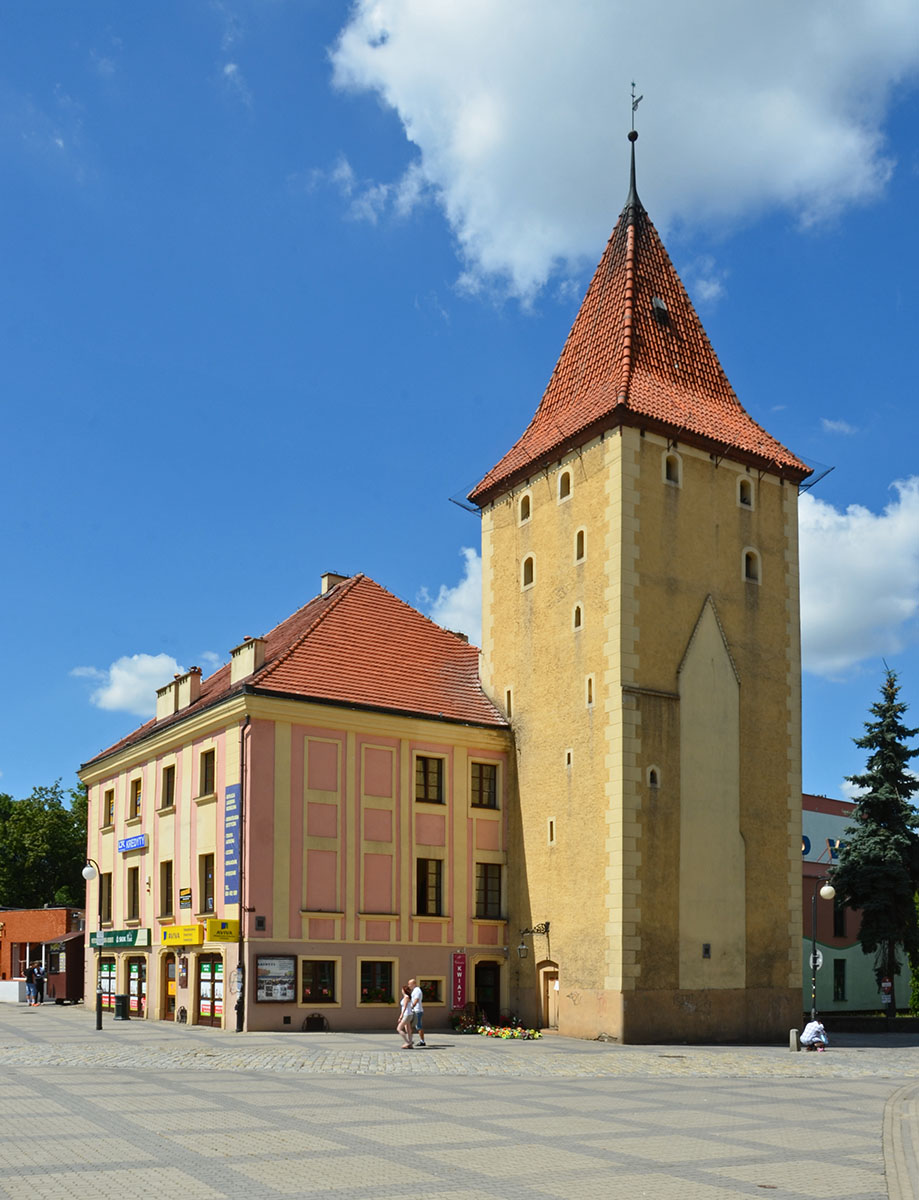
Torre fortificada de Głogów en Lubin

Torre fortificada de Głogów (al. Pulverturm, Glogauer Torturm) es un edificio gótico de mediados del siglo XIV en Lubin, ubicado en la parte noroeste de la plaza del mercado.

## Descripción
Un edificio gótico de planta cuadrada que procede de la época de la construcción de las murallas defensivas de la ciudad de los mediados del siglo XIV, elevado en el siglo XVI. La torre fue reconstruida nuevamente en los siglos XVIII y XIX. Las partes inferiores están hechas de piedra y ladrillo mientras las superiores solo de ladrillo. La cubierta carpada se instaló en el siglo XIX. La Torre fortificada de Głogów se compone de un edificio contiguo del norte a una torre y de una puerta de la muralla. En el edificio de la puerta había un pasaje abovedado de 6 metros de altitud con un puente levadizo de una altura inicial de 10 y luego de 20 metros. Junto a la puerta se encontraban una muralla doble y un triple foso con tres puentes, uno de los cuales era levadizo. La pared noreste de la torre colindaba con un edificio de tres plantas del siglo XVIII.

## Estado actual
El edificio emblemático de Lubin es una torre de la puerta de seis pisos. La obra es de planta cuadrada. Las partes inferiores de la torre están construidas de piedra mientras las partes superiores están hechas de ladrillo. Toda la fachada está cubierta con yeso y enmarcada con las esquinas almohadilladas. Las ventanas góticas, en marcos de piedra, son de varios tamaños y están colocadas irregularmente: las más grandes se encuentran en la parte superior de la torre mientras las más pequeñas en la parte inferior. El edificio está cubierto con el alto tejado cerámico a cuatro aguas con vigas del techo. Además, es de destacar una marca de la muralla que se ha conservado en la parte norte del edificio y nos muestra la altura de las fortificaciones originales de la ciudad. 

## Funciones
En los siglos XVII y XVIII la torre sirvió como una cárcel municipal lo que la salvó de la demolición. En 1908 en el edificio se estableció un museo de la ciudad que funcionó allí hasta el año 1945.  Durante las luchas por la ciudad al final de la Segunda Guerra Mundial la torre sufrió graves daños, y no se la aseguró contra la destrucción continua hasta el año 1957. Después de la renovación fue utilizada por la sección de PTTK (Asociación Polaca de Turismo y de Lugares de Interés) de Lubin como un albergue juvenil, entre otras. Actualmente el edificio les sirve a las siguientes organizaciones: Club de Montañismo de Lubin (Lubiński Klub Wysokogórski), Club de Turismo de Montaña ¨Problem¨ (Klub Turystyki Górskiej "Problem"), Asociación de Creadores Culturales (Stowarzyszenie Twórców Kultury), Sociedad de Aficionados a la Región de Lubin (Towarzystwo Miłośników Ziemi Lubińskiej) y a la Asociación de Graduados de la 1° Escuela Secundaria en Lubin ¨Absolwent¨( Stowarzyszenie Absolwentów I Liceum Ogólnokształcącego w Lubinie "Absolwent").    